# Ричард Лестър
Ричард Лестър (на английски: Richard Lester) е американски филмов режисьор и композитор. 

## Биография
Роден е в еврейско семейство в САЩ. Дълго време се занимава с поп музика, главно като композитор. Работил е в американски телевизии, пее в музикален ансамбъл. През 1954 г. търси успех в Европа. През 1956 г. в Англия създава абсурдни комедийни програми (като „Идиот шоу“ с Питър Селърс).
Заедно със Селърс правят музикалния филм „Тичащият подскачайки и застиващ на място филм“ (1960). Сюжетът на филма е уникален за стила на Лестър - всеки епизод на филма се основава на нещо светло, независимо дали става въпрос за трикове, хумор, нестандартен ъгъл или монтаж.
Но голямата популярност на Лестър идва след филма „A Hard Day’s Night“ (1964), в който историята е около групата Бийтълс. През 1965 г. Лестър прави втория филм с участието на групата „Help!”.
През 70-те години Лестър прави филмите „Тримата мускетари“ (1973) и „Четиримата мускетари“ (1973) по романа на Александър Дюма. След 15 години той се връща към тази тема.

## Избрана филмография
| година | филм                                          | оригинално заглавие                       | бележки                    |
| ------ | --------------------------------------------- | ----------------------------------------- | -------------------------- |
| 1959   | Тичащият подскачайки и застиващ на място филм | The Running Jumping & Standing Still Film | ко-режисьор с Питър Селърс |
| 1965   | Помощ!                                        | Help!                                     |                            |
| 1965   | The Knack ...and How to Get It                | The Knack ...and How to Get It            |                            |
| 1968   | Петулия                                       | Petulia                                   |                            |
| 1980   | Супермен II                                   | Superman II                               | ко-режисьор с Ричард Донър |
| 1983   | Супермен 3                                    | Superman III                              |                            |